# Gielert
Gielert là một đô thị ở huyện Bernkastel-Wittlich, trong bang Rheinland-Pfalz, Đô thị Gielert có diện tích 4,09 km², dân số thời điểm ngày 31 tháng 12 năm 2006 là 174 người.